# 帕津
帕津 （義大利語：Pisino，皮西诺；德語: Mitterburg，米特堡）是克羅埃西亞伊斯特拉半島上的一個城市。人口有4,986人（2001年）。帕津是伊斯特拉縣的首府所在地。帕津第一次見於記載於983年。在1374年成為哈布斯堡家族所有。

## 名人
路易吉·達拉皮科拉